# Fomoria pappeivora
Fomoria pappeivora is een vlinder van de familie van de dwergmineermotten (Nepticulidae), van de onderfamilie van de Nepticulinae. De wetenschappelijke naam van deze soort is voor het eerst voorgesteld als Stigmella pappeivora door Lajos Vári in een publicatie uit 1963.

## Verspreiding
De soort komt voor in Zuid-Afrika.

## Waardplanten
De rups leeft op Pappea capensis (Sapindaceae).